# Nupserha andamanica
Nupserha andamanica là một loài bọ cánh cứng trong họ Cerambycidae.